# Armadilloniscus holmesi
Armadilloniscus holmesi is een pissebed uit de familie Detonidae. De wetenschappelijke naam van de soort is voor het eerst geldig gepubliceerd in 1933 door Arcangeli.